# Schendylops attemsi
Schendylops attemsi är en mångfotingart som först beskrevs av Karl Wilhelm Verhoeff 1900.  Schendylops attemsi ingår i släktet Schendylops och familjen småjordkrypare.
Artens utbredningsområde är:
- Algeriet.
- Marocko.

Inga underarter finns listade i Catalogue of Life.